# Bərdə (district)
Bərdə (ook geschreven als Barda) is een district in Azerbeidzjan.
Bərdə telt 146.600 inwoners (01-01-2012) op een oppervlakte van 960 km².

## Plaatsen
- Yeni Daşkənd, een dorp met 2586 inwoners.

## Foto's

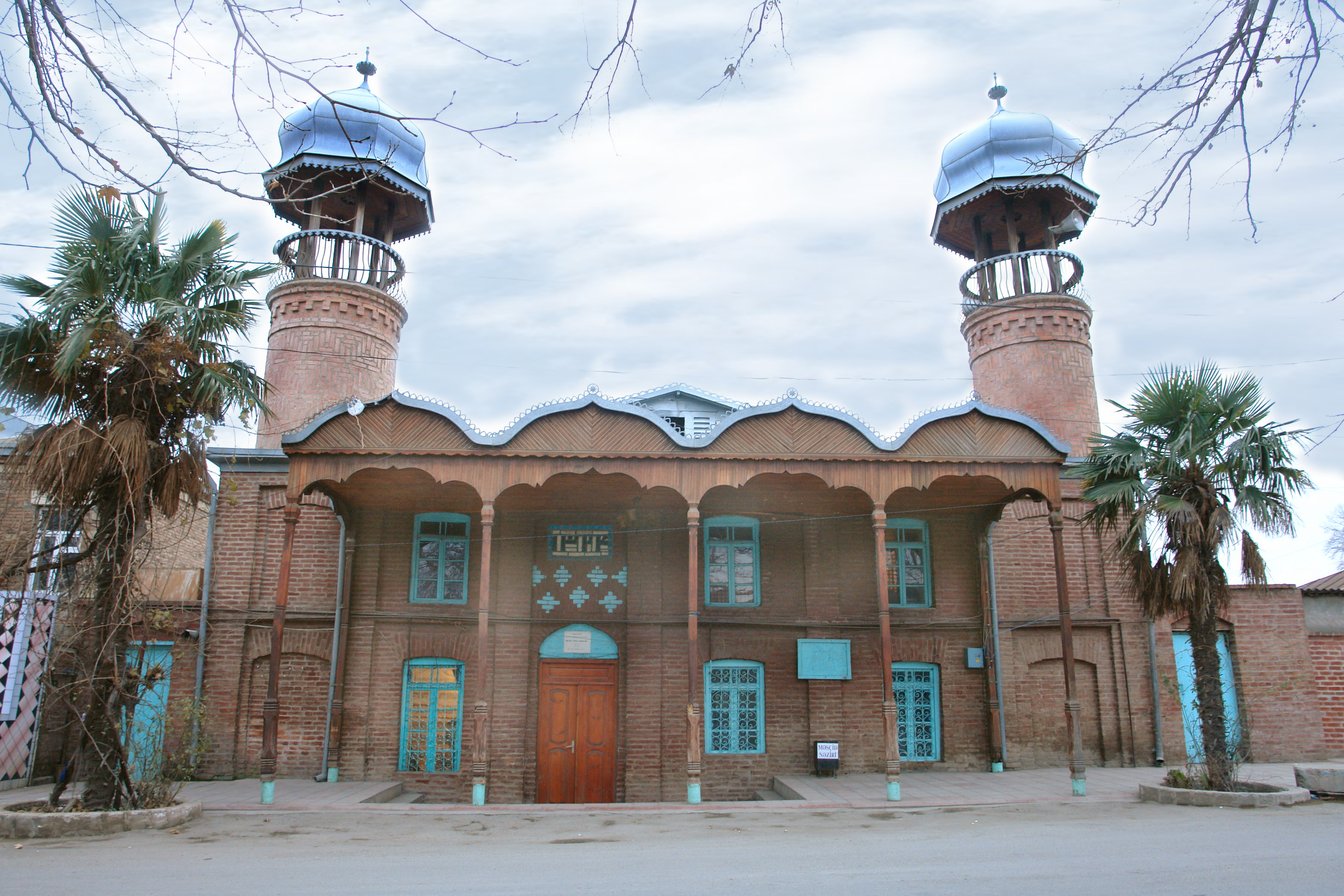
De Juma moskee in Bərdə